# 維索克 (布魯西利夫區)
50°22′49″N 29°31′13″E / 50.38028°N 29.52028°E
維索克（烏克蘭語：Високе）是烏克蘭北部的村莊，隸屬日托米爾州的日托米爾區。該村始建於1741年，面積2.72平方公里，海拔高度185米，2001年人口431。